# David E. Chapman
David Edward „Dave“ Chapman  (* 10. Januar 1929 in Fall River, Massachusetts; † 3. Juli 2010 in Boston) war ein US-amerikanischer Jazz-Musiker (Altsaxophon und Klarinette) und Musik-Gewerkschafter.

## Leben und Wirken
David Chapman begann seine professionelle Karriere als Saxophonist und Klarinettist schon während seiner Zeit auf der Highschool. Nach seiner Graduierung setzte er seine Studien am New England Conservatory of Music fort, wo er mit Jazz-Big Bands wie der Nat Pierce Band mit Charlie Mariano spielte. Während des Koreakriegs diente er bei der Luftwaffe als Bandleader der 611th Air Force Band in Roswell (New Mexico). Nach seiner Entlassung aus der Armee 1954 arbeitete er im Hauptberuf bei der First National Bank of Boston (bis zu seinem Ruhestand 1989). Daneben begann in dieser Zeit seine 50 Jahre währende Zusammenarbeit mit Herb Pomeroy, zu hören auf Aufnahmen wie Life is a Many Splendored Gig (1957) für Roulette Records. Außerdem spielte er als freischaffender Musiker mit verschiedenen lokalen Orchestern, den Boston Pops und hatte Auftritte in Nachtclubs und Festivals. Nach seinem Ruhestand 1989 trat Chapman mit verschiedenen Ghost- und Tributbands auf, welche die Musik der großen Swingbands von Artie Shaw, Benny Goodman, Harry James, Tommy Dorsey und Buddy Morrow pflegten. Eine Anzahl beachteter Aufnahmen entstanden mit der Kenny Hadley Big Band, in der fünfzehn Jahre lang spielte. Im Bereich des Jazz war er laut Tom Lord zwischen 1949 und 2009 an 16 Aufnahmesessions beteiligt, zuletzt mit Amanda Carr & The Kenny Hadley Big Band. Außerdem war er zwanzig Jahre lang in der Leitung der Musikergewerkschaft (American Federation of Musicians) tätig und vertrat die Gewerkschaft als Delegierter bei internationalen Versammlungen.